# オーランド・イェンテマ
- オーランド・インテマ
- オルランド・インテマ

オーランド・イェンテマ・ペーニャ（Orlando Yntema Peña , 1986年2月21日 - ）は、ドミニカ共和国プエルト・プラタ出身の野球選手（投手）。右投右打。現在は、オランダの国内リーグであるホーフトクラッセのキュラソー・ネプテューヌスに所属している。

## 経歴
ドミニカ共和国でオランダ人の父とドミニカ人の母の下に生まれる。
2004年から2009年にかけてサンフランシスコ・ジャイアンツのマイナーに所属していたが、1Aでプレーしたのが最高だった。
2009年のシーズン途中にイタリアのセリエAに移籍。
2010年にオランダの野球リーグであるホーフトクラッセのUVVに入団した。
2011年9月20日に第39回IBAFワールドカップのオランダ代表に選出された。同大会では2次ラウンドのキューバ戦で5回1失点で勝利投手になった。最終的にヨーロッパの国としては、1938年大会のイギリス代表以来73年ぶりの優勝を果たした。この栄誉を称えて代表24人全員に「サー」の爵位が贈られ、イェンテマにも贈られた。
2012年に退団した。
2013年開幕前の3月に開催された第3回ワールド・ベースボール・クラシック(WBC)のオランダ代表に選出された。
シーズンではDOORネプテューヌス(現：キュラソー・ネプテューヌス)へ移籍した。
2014年9月2日に第1回フランス国際野球大会のオランダ代表に選出された。同大会ではオランダ代表は初代優勝国となった。大会終了後の12日に、第33回ヨーロッパ野球選手権大会のオランダ代表に選出された。同大会ではオランダ代表が大会の記録である自国の20回の優勝を塗り替える3大会振り21度目の優勝を果たした。
2015年2月17日に「GLOBAL BASEBALL MATCH 2015 侍ジャパン 対 欧州代表」の欧州代表に選出された。ただ登板していない。
4月13日に第15回ワールドポート・トーナメントと第1回WBSCプレミア12のオランダ代表候補選手に選出された。6月30日に第15回ワールドポート・トーナメントのオランダ代表に選出された。
オフの10月12日に第1回WBSCプレミア12のオランダ代表候補選手36名に選出され、10月20日に第1回WBSCプレミア12のオランダ代表選手28名に選出された。
2016年7月9日に第28回ハーレムベースボールウィークのオランダ代表に選出された。
オフの8月25日に第2回フランス国際野球大会のオランダ代表に選出された。9月7日に第34回ヨーロッパ野球選手権大会のオランダ代表に選出された。両大会で優勝を果たした。
10月18日に日本代表との強化試合のオランダ代表に選出された。
2017年開幕前の2月7日に同年のアメリカ遠征のオランダ代表に選出された。2月9日に第4回WBCのオランダ代表に選出され、2大会連続2度目の選出を果たした。オフの10月13日にイタリア代表との親善試合である「ヨーロピアン・ベースボール・シリーズ」のオランダ代表に選出された。

## 選手としての特徴
140km/h台の直球が魅力。オランダリーグでは主に先発として活躍し、2016年には2桁勝利をあげた。

## 詳細情報

### 代表歴
- 2011 IBAFワールドカップ オランダ代表
- 2013 ワールド・ベースボール・クラシック・オランダ代表
- 2014年フランス国際野球大会オランダ代表
- 2014年ヨーロッパ野球選手権大会オランダ代表
- 2015 ワールドポート・トーナメント オランダ代表
- 2015 WBSCプレミア12 オランダ代表
- 2016 ハーレムベースボールウィーク オランダ代表
- 2016年フランス国際野球大会オランダ代表
- 2016年ヨーロッパ野球選手権大会オランダ代表
- 2017 ワールド・ベースボール・クラシック・オランダ代表
- 2019年ヨーロッパ野球選手権大会オランダ代表
- 2019 WBSCプレミア12 オランダ代表